# Andreas Wolf
Andreas Wolf (Leninabad, atual Khujand, 12 de Junho de 1982) é um ex-zagueiro de futebol alemão nascido no atual Tadjiquistão. Nos tempos de URSS, seu nome era Andrey Andreyevich Wolf (Андрей Андреевич Вольф, em russo).
Chegou à terra de suas origens em 1990, iniciando a carreira sete anos depois, nos juvenis do Nuremberg.

## Títulos
1. FC Nürnberg
- Copa da Alemanha: 2007